# Bonelli
Bonelli – herb szlachecki.

## Opis herbu
Na tarczy sześciodzielnej w polach I i VI czerwonych trzy pasy poprzeczne złote, w II i III srebrnych wół czerwony, w IV i V trzy pasy złote i trzy błękitne na przemian. W klejnocie nad hełmem w koronie na dwóch srebrnych, ukośnie skrzyżowanych kluczach, na obsadzie wachlarz z 9 piór strusich.

## Najwcześniejsze wzmianki
Nadany indygenatem z 1658 roku Janowi i Jakubowi Bonelli.

## Herbowni
Bonelli